# Playas de El Castillo, El Mantecón y La Isla
La playa de El Castillo, la de El Mantecón y la de La Friera se encuentran en el concejo asturiano de Navia y pertenece a la localidad española de Santa Marina. Son tres pequeñas calas situadas una a continuación de la otra. Las longitudes medias son de unos ocho, quince y treinta m y una anchura media de unos 3-4 m. Desde estas playas se irán sucediendo hacia el este una serie de playas o calas de características similares, paralelas a la carretera que une Puerto de Vega con Vigo.
En días de mar agitado se pueden hacer desde la parte superior de estas playas unas fotografías muy espectaculares. La playa tiene como único servicio un aparcamiento de tierra y por sus proximidades pasa la «senda costera» hasta Barayo y hasta casi Puerto de Vega. La actividad recomendada es la pesca recreativa y, fuera de las playas, la visita a al palacio de Tox, casa palaciega de la familia Fernández-Cueto desde el siglo XVI al XVIII en la villa del mismo nombre y, también, las «casas de indianos» así como el Museo Etnográfico Juan Perez Villamil en Puerto de Vega.